# Sus cebifrons
Sus cebifrons — ендемік шести Вісайських островів (Себу, Негрос, Панай, Масбате, Гімарас і Сікіхор) у центральній частині Філіппін. Вісайская бородавчаста свиня перебуває під загрозою зникнення через втрату середовища проживання та полювання. Вважається, що він вимер на чотирьох островах свого початкового ареалу, лише невеликі популяції вижили в Негросі та Панаї. Через невелику кількість вісайських бородавчастих свиней, що залишилися в дикій природі, мало що відомо про їх поведінку чи характеристики поза неволею. У 2012 році експедиція Negros Interior Biodiversity Expedition провела фотомоніторинг у природному парку Northern Negros і отримала перші фотографії, зроблені в дикій природі, візайської бородавчастої свині.

## Середовище проживання
Спочатку цей вид зустрічався в первинних і вторинних лісах від рівня моря до мохового лісу на висоті 1600 м над рівнем моря. Зараз він зустрічається переважно вище 800 м над рівнем моря, оскільки в низинах відносно мало ділянок придатного середовища існування. Він може зберігатися в деяких деградованих середовищах існування, доки існують зони щільного покриву, хоча є деякі докази того, що свині, які виживають у значно оголених районах, переважно складаються з диких тварин змішаного походження.